# Bedrohung durch Stereotype
Bedrohung durch Stereotype (engl. stereotype threat) ist die Angst von Mitgliedern einer sozialen Gruppe, ihr Verhalten könnte ein negatives Stereotyp gegen diese Gruppe bestätigen. Dadurch kann es zu einer selbsterfüllenden Prophezeiung kommen, wenn nämlich diese Angst das Verhalten im Sinne des Vorurteils beeinflusst. Bedrohung durch Stereotype kann zum Beispiel Angehörige ethnischer Minderheiten und Frauen treffen.

## Beispiele für Bedrohung durch Stereotype

### Frauen
Claude Steele ließ männliche und weibliche Studenten an einem Test der mathematischen Fähigkeiten teilnehmen. Der Hälfte der Stichprobe wurde kurz vor dem Test gesagt, dass es bei diesem Test in der Regel starke Geschlechtsunterschiede gebe. Tatsächlich schnitten die Frauen nun deutlich schlechter ab als die Männer. Die andere Hälfte der Stichprobe erhielt diese Aussage nicht. Bei dieser Gruppe gab es keine signifikanten Geschlechtsunterschiede.
Steeles Studie konnte nicht repliziert werden, wie beispielsweise bei Untersuchungen der mathematischen Leistungen mit Schulkindern oder erwachsenen Frauen. Die Forscher legen Nahe, dass ein Stereotype Threat möglicherweise nicht so allgegenwärtig oder wirkungsmächtig ist, wie in einigen früheren Studien dargestellt. Ein Review von 2012 führte an, dass andere Faktoren eine Rolle spielen können, beispielsweise die unterschiedliche Ausprägung beider Geschlechter auf das räumliche Vorstellungsvermögen oder auf das Interesse an nicht-sozialen Bereichen. Die Forscher Russell Warne und Ross Larsen zeigen auf, dass sehr viele Studien keinen signifikanten Effekt zeigen konnten. Die Autoren führen weiter an, dass methodologisch gesehen die Theorie des Stereotype Threats im Zuge der Replikationskrise (in der Psychologie) nicht gut abgeschnitten hat. Des Weiteren legen die Forscher dar, dass die Testumgebungen zum Stereotype Threat oft Merkmale aufweisen (wie ungewöhnliche Testanweisungen oder Aufgaben), die in realen Umgebungen unrealistisch sind.
Einige Forscher legen nahe, dass Arbeiten zum Stereotype Threat dem Publikationsbias unterliegen, und dadurch die Größe des Effekts überschätzt wird. Es wurde auch p-Hacking nachgewiesen.
Eine Übersichtsarbeit von 2016 beschreibt die Effekte der Bedrohung durch Stereotype als generell robust. Die Ergebnisse einer Übersichtsarbeit von 2017, welche auch nach Publikationsbias kontrolliert hat, deuten laut den Forschenden darauf hin, dass negative Stereotype über eine Gruppe dieser schadet.

### Nonverbale Indikatoren vs. Selbstauskunft und homosexuelle Männer
Bosson, Haymovitz und Pinel zeigten, dass es einen Unterschied zwischen selbst beschriebener Angst und durch nonverbale Indikatoren ausgedrückter Angst geben kann. Sie arbeiteten mit dem Stereotyp, dass homosexuelle Männer im Vergleich zu heterosexuellen Männern gefährlicher für Kinder seien. Die Teilnehmer füllten zunächst einen Fragebogen aus, wo neben anderen demographischen Daten bei der Hälfte auch nach der sexuellen Orientierung gefragt wurde. Danach wurden sie in ein Spielzimmer mit etwa 20 Vorschulkindern im Alter von vier bis sechs Jahren geschickt im Bewusstsein, auf Video aufgezeichnet zu werden. Dort sollten sie fünf Minuten lang mit den Kindern in Kontakt kommen und sich an einigen ihrer Aktivitäten beteiligen. Bei der Auswertung zeigte sich, dass die homosexuellen Männer, welche die sexuelle Orientierung angeben mussten, deutlich stärkere nonverbale Anzeichen wie etwa Herumzappeln, Auf-der-Lippe-Herumkauen, nervöses Lächeln oder Nägelkauen zeigten und sie stellten sich zudem im Umgang mit den Kindern ungeschickter an als jene, die ihre sexuelle Orientierung nicht angeben mussten. Die Selbstauskunft bei heterosexuellen Männern zeigte dagegen keine Unterschiede. Sie zeigten tendenziell etwas weniger nonverbale Anzeichen von Angst, sobald sie ihre sexuelle Orientierung angeben mussten, im Umgang mit den Kindern zeigte sich aber kein Unterschied.

## Mediengenerierte Stereotyp-Bedrohung
Gemäß der Stereotyp-Bedrohungstheorie wird angenommen, dass negative Stereotypen und abwertende Inhalte in den Medien die kognitiven und schulischen Leistungen von Mitgliedern der negativ dargestellten Gruppen beeinträchtigen, während Mitglieder von nicht-stereotypisierten Gruppen davon nicht betroffen sind oder sogar gegenteilige Effekte aufweisen (Stereotype-Lift-Effect). Eine meta-analytische Untersuchung, in der insgesamt 33 Studien mitaufgenommen wurden, konnte den postulierten Zusammenhang der Stereotyp-Bedrohungstheorie bestätigen. Innerhalb der Analyse wurden außerdem diverse Moderatorvariablen wie die dargestellte Gruppe, die abhängige Variable (akademische Identifikation vs. Leistung), das Medienformat (Anzeigen vs. Nachrichten vs. Unterhaltung) und die Region, in der die Studie durchgeführt wurde, identifiziert.

## Begünstigende Faktoren
Unter gewissen Bedingungen ist das Auftreten einer Bedrohung durch Stereotype wahrscheinlicher.
Bedrohung durch Stereotype zeigt vor allem dann ihre Wirkung, wenn sich die stereotypisierte Person besonders stark mit dem auszuführenden Aufgabenbereich identifiziert. Beispielsweise wirkte sich nach einer Studie von Aronson et al. das Stereotyp, dass weiße Menschen in Mathematik schlechter seien als Menschen aus Asien, besonders dann negativ auf die Leistung der stereotypisierten Menschen aus, wenn die weißen Menschen ihre Mathematikfähigkeiten als einen besonders wichtigen Bestandteil ihrer Persönlichkeit ansehen.
Josephs et al. fanden des Weiteren heraus, dass der Zusammenhang zwischen dem Ausmaß an Identifikation mit einem Aufgabenbereich und dem Risiko, in diesem Aufgabenbereich eine schlechtere Leistung aufgrund von Bedrohung durch Stereotype zu zeigen, durch den Testosteronwert der betroffenen Person moderiert wird. Folglich zeigten in der Studie von Josephs et al. Frauen, welche sich stark mit ihren mathematischen Fähigkeiten identifizierten, vor allem dann eine schlechtere Mathematikleistung aufgrund von Bedrohung durch Stereotype, wenn sie besonders hohe Testosteronwerte aufwiesen. Hingegen konnten erhöhte Testosteronwerte bei Stereotype Lift  den gegenteiligen Effekt auslösen und die Leistung von Personen, welche sich besonders stark mit dem von Stereotype Lift betroffenen Aufgabenbereich identifizierten, weiter verbessern. Bei Stereotype Lift zeigen Personen bessere Leistungen, wenn ihnen negative Stereotype über eine andere Gruppe bewusst gemacht werden, da sie dies im Umkehrschluss als positive Stereotypisierung der Eigengruppe deuten.
Auch das Ausmaß an Identifikation mit der stereotypisierten Gruppe beeinflusst das Risiko, aufgrund von Bedrohung durch Stereotype eine schlechtere Leistung zu zeigen. In einer Studie von Schmader schnitten beispielsweise in einem Mathematiktest, bei dem eine Bedrohung durch Stereotype aktiviert worden war, nur solche Frauen schlechter ab, welche sich besonders stark mit ihrem Geschlecht identifizieren; hingegen beeinflusste die Bedrohung durch Stereotype die Leistung von Frauen, welche sich nicht besonders stark mit dem eigenen Geschlecht identifizierten, nicht.
Des Weiteren können Kontrollüberzeugungen die Bedrohung durch Stereotype beeinflussen. Demzufolge weisen Personen mit einer internalen Kontrollüberzeugung ein erhöhtes Risiko auf, aufgrund einer Bedrohung durch Stereotype eine schlechtere Leistung zu zeigen.
Auch der Mangel von gewissen Bewältigungsstrategien kann das Risiko erhöhen, aufgrund von Bedrohung durch Stereotype schlechtere Leistungen zu zeigen. Ford et al. konnten in ihrer Studie nachweisen, dass die Leistungen von Frauen, welche Humor als Bewältigungsmechanismus nicht nutzen, mehr von Bedrohung durch Stereotype beeinflusst werden als die Leistungen von Frauen, die diesen Bewältigungsmechanismus aufweisen.

## Aufhebung der Bedrohung durch Stereotype
Gelingt es, das negative Stereotyp mithilfe eines positiven aus dem Bewusstsein zu verdrängen, kann seine Wirkung effektiv vermindert werden. M. McGlone und J. Aronson (2006) unterzogen zwei Gruppen von Studierenden einem schwierigen mathematischen Test. In der Kontrollgruppe schnitten die Frauen signifikant schlechter ab als die Männer. Die Experimentalgruppe wurde vor dem Test daran erinnert, dass sie an einem „ausgewählten nordöstlichen College“ seien. In dieser Gruppe gab es keine Leistungsunterschiede zwischen den Geschlechtern.
Liu et al. unterscheiden in einem metaanalytischen Review aus dem Jahr 2021 drei Interventionsmöglichkeiten, welche bei der Bedrohung durch Stereotype eingesetzt werden können. Dies sind die überzeugungsbasierten, identitätsbasierten und die resilienzbasierten Interventionen. Zu den überzeugungsbasierten Interventionen gehört beispielsweise die Verringerung der wahrgenommenen Unterschiede zwischen der Ingroup und der Outgroup, indem die Gemeinsamkeiten der beiden Gruppen betont werden. Ein Beispiel für die identitätsbasierte Intervention ist die Aktivierung von multiplen sozialen Identitäten. Dabei werden Teilnehmende der Intervention darauf aufmerksam gemacht, dass es für eine Person nicht nur eine soziale Identität gibt, welche eventuell durch Stereotype bedroht ist, sondern weitere positiv geprägte Identitäten existieren. Bei der resilienzbasierten Intervention wird beispielsweise das Vertrauen der Teilnehmenden, eine Aufgabe erledigen zu können, gestärkt. Insgesamt zeigen die Ergebnisse, dass die genannten Interventionen die Leistung von Gruppenmitgliedern, welche von der Bedrohung durch Stereotype betroffen sind, verbessern können. Alle drei Interventionen konnten den negativen Einfluss durch die Bedrohung durch Stereotype reduzieren. Dabei waren die überzeugungsbasierten Interventionen die effektivsten. Die identitätsbasierten Interventionen zeigten kleinere, aber stabile Effekte über die verschiedenen Studien hinweg. Die resilienzbasierte Interventionen weisen über verschiedene Studien hinweg die größte Instabilität bezüglich der Effektivität auf. Dies führt zu weniger Gewissheit über die Wirksamkeit der resilienzbasierten Interventionen. Generell ist zu beachten, dass durch die Beeinflussung der Umwelt die Effekte der Interventionen abgeschwächt werden können. Demzufolge weisen Laborstudien stärkere Effekte auf als Feldstudien.